# Impérial (bière)
Imperial est à la fois le nom donné à une bière blonde servie à la pression ou en bouteille au Portugal et une expression équivalant au demi (demi-setier) français.

## Histoire
Au début du XXe siècle, une société du nom de Germânia détient le monopole de la bière dans la capitale portugaise, Lisbonne. Cette société était située sur l'avenue Almirante Reis.
Le logo de la bière était une aigle impériale et l'écriture en gothique de la marque rappelait l'origine allemande de l'entreprise.
En 1916, lorsque le Portugal entra en guerre aux côtés de la Triple Entente lors de la Première Guerre mondiale, les produits à la consonance germanique furent interdits ou renommés. La brasserie prit le nom de Portugália.

## Caractéristiques
La bière Imperial a de nouveau été commercialisée par la société Central de Cervejas, qui produit notamment la Sagres, en 2017. 
Le taux d'alcool est de 4,8%, elle est de robe blonde et servie de préférence en pression.
Elle est vendue sous les formats de 1 l et 33 cl dans le commerce. 

## Langage courant
Le terme Imperial est entré dans le langage courant pour désigner une bière en pression dans les établissements lisboètes, comme dans le centre et le sud du pays.